# Богуславський (станція)
Богусла́вський — проміжна залізнична станція 2-го класу Дніпровської дирекції Придніпровської залізниці на одноколійній електрифікованій постійним струмом (= 3 кВ) лінії Роз'їзд № 5 — Павлоград I між станціями Павлоград II (15 км) та Миколаївка-Донецька (28 км). Розташована в селі Богуслав Павлоградського району Дніпропетровської області.

## Пасажирське сполучення
Раніше на станції Богуславський зупинялися приміські поїзди, що прямували до станцій Новомосковськ-Дніпровський, Синельникове I, Дніпро-Головний, потім потяг Лозова — Покровськ. Нині рух відсутній.